# Patricia De Martelaere
Patricia De Martelaere (Zottegem, 16 avril 1957-Wezemaal, 4 mars 2009) est une romancière belge flamande.
Elle étudie la philosophie à l'Université catholique de Louvain (en néerlandais Katholieke Universiteit Leuven) et travaille comme lectrice de philosophie du langage à l'Université catholique de Bruxelles ( Katholieke Universiteit Brussel ) et à l'Université catholique de Louvain. 
De Martelaere décède d'un tumeur du cerveau le 4 mars 2009.

## Œuvres
- Hume, de wetenschap en het gewone denken (1984)
- Hume's gematigd scepticisme : futiel of fataal ? (1987)
- Nachtboek van een slapeloze (1988)
- De schilder en zijn model (1989)
- Littekens (1990)
- De staart (1992)
- Een verlangen naar ontroostbaarheid (1993)
- De voorbeeldige schrijver (1996)
- Verrassingen (1997)
- Een koude kunst (1998)
- Passies (1998)
- Iets binnenin (1999)
- Wereldvreemdheid (2000)
- Wie is er bang voor de dood ? (2001)

## Prix
- 1994 - Prix J. Greshoff
- 1997 - Staatsprijs voor essay en kritiek[3]

## Sources
- « Patricia De Martelaere »(Archive.org • Wikiwix • Archive.is • Google • Que faire ?) (consulté le 12 avril 2013) (K.U. Brussel)
- Patricia De Martelaere (nl)
- Patricia De Martelaere (nl)